# 湯皇珍
湯皇珍（1958年2月24日—）行動藝術家，生於台灣台北市，畢業於師範大學美術系、巴黎第八大學造型藝術系。長期關注台灣藝術文化生態，1997年爭取發展「華山藝文特區」，2011年創立台北市藝術創作者職業工會。

## 生平
湯皇珍早期以傳統西畫繪畫媒材開始，赴留學法前已累積劇場、電影、編導演等創作經歷，1987年赴法國第八大學求學，1991年結束學業，在伊通公園舉辦第一場行動藝術個展。
湯皇珍曾表示，行為藝術的創作時間「你走一秒，我也走一秒，時間的緊湊性與同步流動，這很符合我的生命觀」，2015年以"尤里西斯機器"展、演、論，總結"我去旅行"的系列創作。 2019年以"成忘老太太"行動計畫繼續行進她以意識狀態改組來面對人類處境的創作長途。

## 文化運動
長期關注台灣藝術文化生態，1997年發動爭取、保留、更生「華山藝文特區」。2008年，發動「種植藝術」文化活動，將生態環境息息相關的概念聯繫到文化發展。2009年，籌組「藝術創作者職業工會」，以藝術家組織的身份介入工會的機制，批判當下社會對藝術生產與勞動分工的關係。2011年，成立「台北市藝術創作者職業工會」。

## 著名作品
早期作品
- 〈72〉（1991）[5]、〈我愛你〉（1991）、〈原點種植〉（1993）、〈流亡與放逐〉（1993）、〈藝術休耕〉（1994）、〈黑盒子〉（1994）、〈臭河戀人〉（1995）、〈咦〉（1996）、〈我特別的椅子〉（1997）、〈你說我聽〉（1998）、〈我．是．真．荒．唐〉（2001）、〈漂亮房間〉（2003）……等，指出個體之於社會與環境的衝突。

系列創作
- 「我去旅行」由1999啟始至2013。擇取二十一世紀人類最頻繁的行為現象－「旅行」，作為其寓言擬態之所指。15年，陸續完成：
- 〈旅行Ⅰ/北京之行〉 （1999 北京、高雄山藝術、省博館、交通大學）
- 〈旅行Ⅱ/我去旅行了〉（1999～2000 台北、台中、高雄、台東）
- 〈旅行Ⅲ/千禧伊通逍遙遊〉 （2000 伊通公園）
- 〈我去旅行Ⅳ/ Traveler. Bali〉（2001 台東）
- 〈旅行Ⅴ/一張風景明信片〉（韓國篇）2003 安眠島、（台灣篇）2005 伊通公園與小客廳、（法國篇）2006 CAMAC、（義大利篇）2007 52屆威尼斯雙年展
- 〈旅行Ⅵ/幸福之島〉（2005 敦南誠品藝文空間）
- 〈旅行Ⅶ/廣場旅人〉（2006～2007 西班牙瓦倫西亞、台新金控元廳）
- 〈旅行Ⅷ/智者在此垂釣〉（2008～2009 高雄豆皮、洪建全覓空間、國美館）
- 〈旅行Ⅸ/遠行的人〉（2010 視覺藝術聯盟、台北當代藝術中心、台北當代館、牯嶺街小劇場、竹圍工作室、洪建全覓空間、宜蘭楊世芳紀念館）
- 〈旅行十/墓誌銘前置與終場〉（2012～2013 台中Ｚ空間、高雄豆皮、柏林）
- 〈尤里西斯機器－回視湯皇珍『我去旅行』十五年〉（2014~2015 藝術八、台北當代館、北師美術館）
- 〈成忘老太太，湯皇珍2019行動計畫〉(2019~2020 駁二藝術特區大義倉庫C8-8、新浜碼頭藝術空間、北師美術館)

2010年後作品
- 〈尋找城市裂縫〉（2011~2012）、〈未竟之路〉（2011）、〈重回洞窟〉（2011）、〈造訪生命的一趟旅行〉（2013）……等，介入社會集體記憶，重探語言敘述界域。

## 外部連結
- 藝術家湯皇珍網站 （页面存档备份，存于）